# موساشي سوزوكي
موساشي سوزوكي (باليابانية: 鈴木 武蔵) (مواليد 11 فبراير 1994) هو لاعب كرة قدم. يلعب مع منتخب اليابان تحت 23 سنة لكرة القدم. سبق له أن لعب في الألعاب الأولمبية الصيفية 2016 مع منتخب بلاده.

## وصلات خارجية
- موساشي سوزوكي على موقع الاتحاد الدولي (مؤرشف)  (الإنجليزية)
- موساشي سوزوكي على موقع رابطة كرة القدم اليابانية للمحترفين (اليابانية)
- موساشي سوزوكي على موقع قاعدة بيانات كرة القدم.إي يو (الإنجليزية)
- موساشي سوزوكي على موقع ناشيونال فوتبول تيمز (الإنجليزية)
- موساشي سوزوكي على موقع Soccerway.com (الإنجليزية)
- موساشي سوزوكي على موقع عالم كرة القدم.نت (الإنجليزية)
- موساشي سوزوكي على موقع كووورة
- موساشي سوزوكي على موقع أوليمبيديا (الإنجليزية)